# Provincia di Cao Bang
Cao Bang (vietnamita: Cao Bằng) è una provincia del Vietnam, della regione di Dong Bac. Occupa una superficie di 6.724,6 km² e ha una popolazione di 530.341 abitanti. 
Il capoluogo è Cao Bằng. 

## Distretti
Di questa provincia fanno parte la municipalità autonoma di Cao Bằng e i distretti di:
- Bảo Lạc
- Bảo Lâm
- Hạ Lang
- Hà Quảng
- Hoà An
- Nguyên Bình
- Phục Hòa
- Quảng Uyên
- Thạch An
- Thông Nông
- Trà Lĩnh
- Trùng Khánh